# السموال میرغنی
السموال میرغنی (انگلیسی: Samawal Merghani؛ زادهٔ ۲۲ اکتبر ۱۹۹۱) بازیکن فوتبال اهل سودان است.
وی همچنین در تیم ملی فوتبال سودان بازی کرده‌است.